# Піріта (річка)
Піріта (ест. Pirita jõgi) — річка, що протікає територією Естонії. Впадає в Талліннську затоку Балтійського моря. Довжина річки — 105 км.

## Цікаві факти
В гирлі річки Піріта — яхт-клуб Олімпійського центру, побудованого до Московської Олімпіади 1980. Гирло річки Піріта — частина міста Таллінн, де розташована найпрестижніша житлова нерухомість міста (вул. Андрексе). Неподалік від гирла знаходяться руїни монастиря Святої Біргітти. За однією з версій назва річки походить від імені Біргітта.

## Світлини

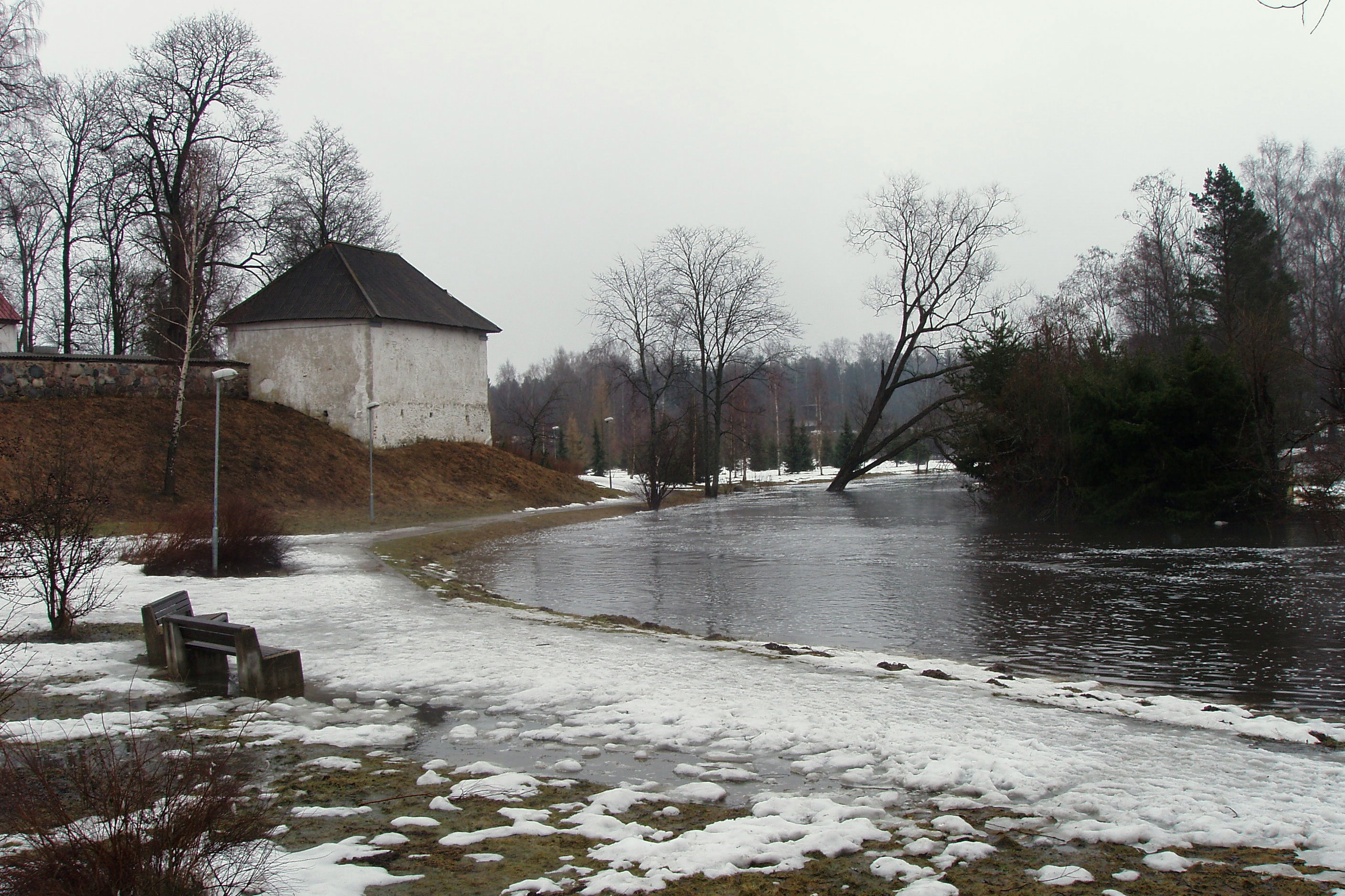
Повінь неподалік витоку річки у Козе.
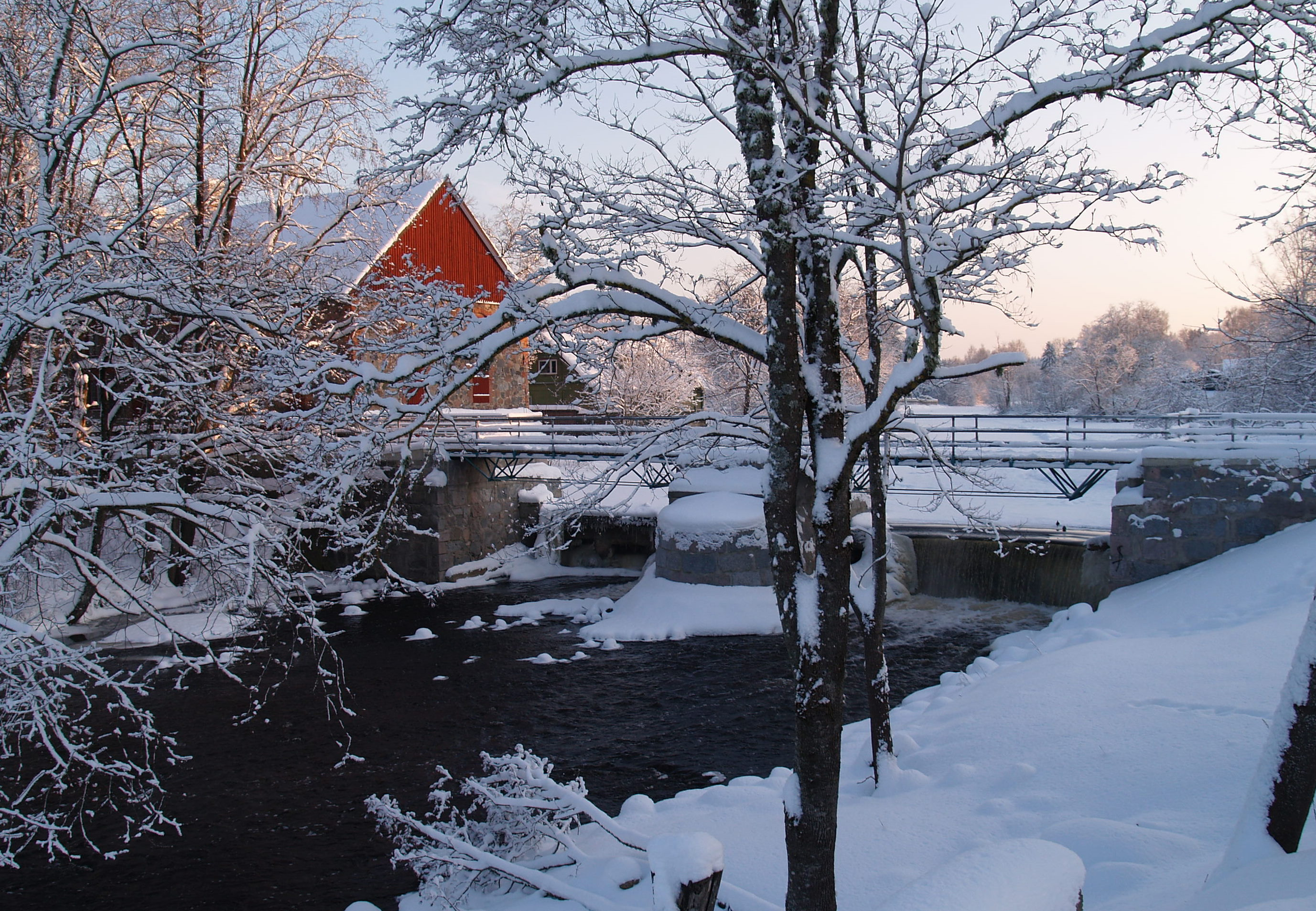
Пішохідний міст у Козе.
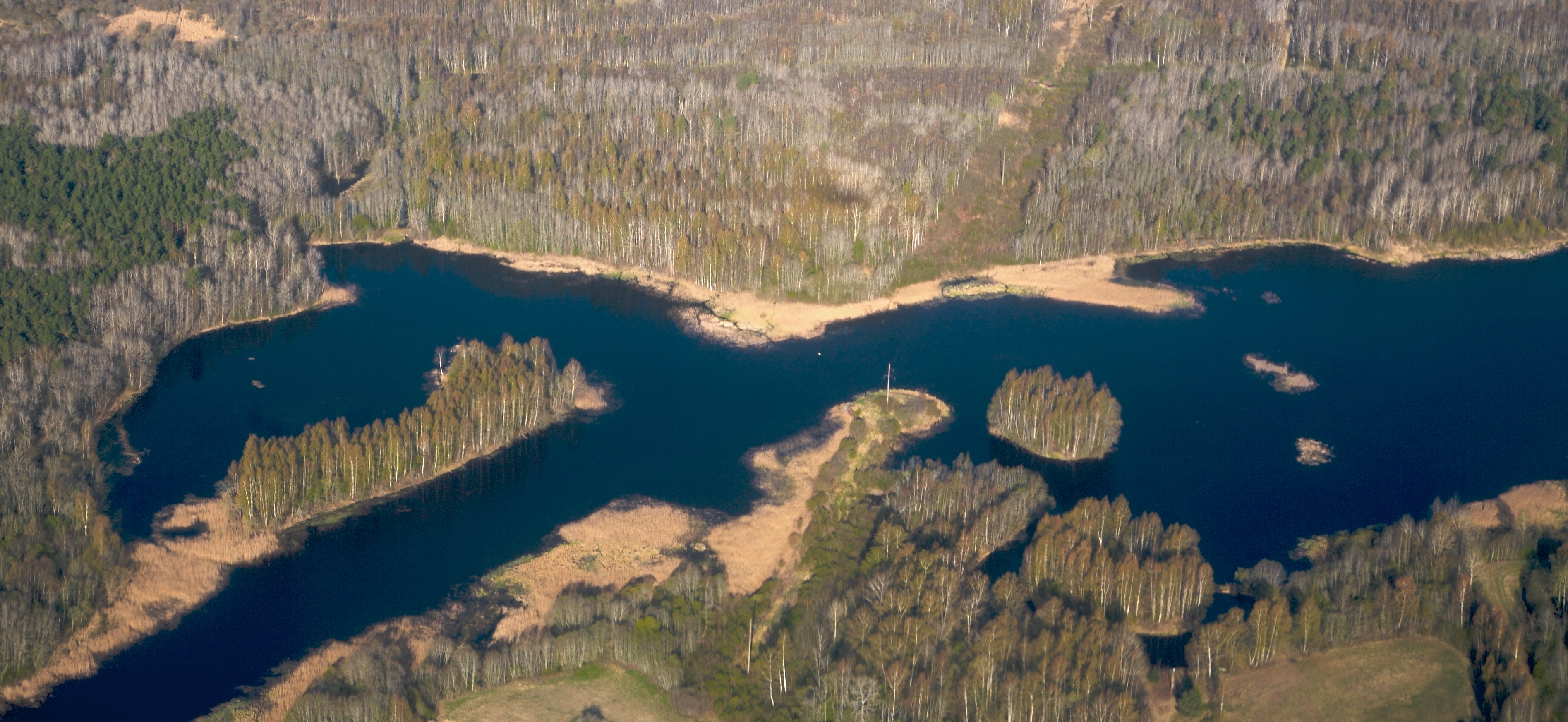
Аерофотознімок річки неподалік Юрі.